# Racing Club Harelbeke

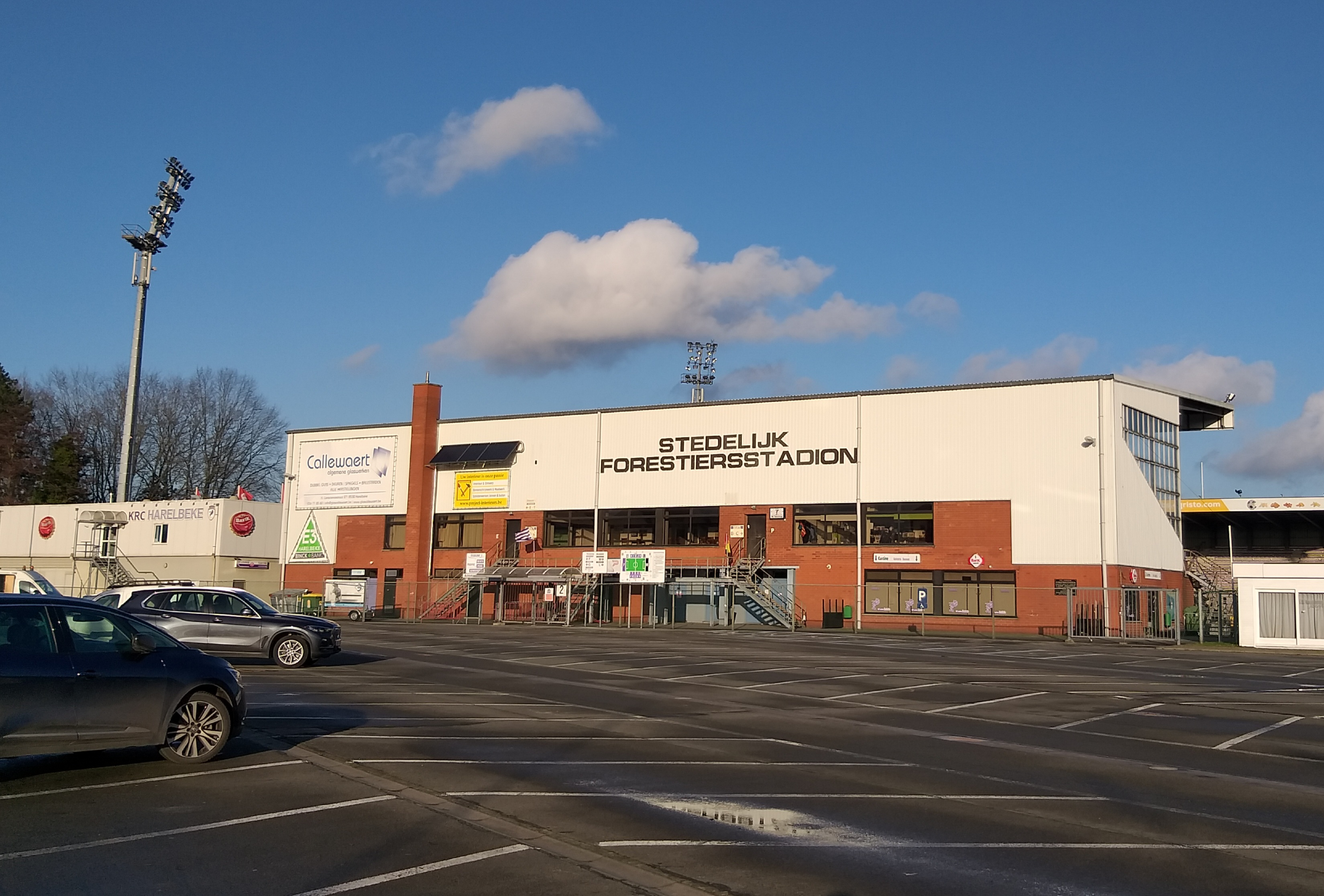
Estadio Forestiers, del Racing Club Harelbeke.

Racing Club Harelbeke, también conocido como RC Harelbeke, es un club de fútbol belga de Harelbeke en la provincia de Flandes Occidental. Lleva la matrícula número 1574 y solía jugar como KSV Ingelmunster en Ingelmunster. Actualmente compite en la División 2, cuarto nivel del fútbol belga. 
En 2002 se fusionó con el quebrado KRC Zuid-West-Vlaanderen de Harelbeke y desde entonces jugó sus partidos en el estadio de éste. Desde 2002, el club ha cambiado su nombre 4 veces, de KSV Ingelmunster Zuid-West a Sporting West Ingelmunster-Harelbeke en 2003, a Sporting West Harelbeke en 2007 y finalmente a Racing Club Harelbeke en 2016. Stedelijk Forestiersstadion es el estadio donde juega el Racing Club Harelbeke.
El club juega bajo el logo y el nombre del antiguo club KRC Harelbeke.

## Historia
El club fue fundado en enero de 1930 como Sportvereeniging Ingelmunster y se unió a la Real Asociación Belga de Fútbol con el número 1574. En los primeros años de la Segunda Guerra Mundial, el club estaba inactivo. Por otro lado, el Football Club Naaipander Boys Ingelmunster también jugó en Ingelmunster, que fue fundado en 1941 y estaba afiliado a Katholiek Vlaamsch Sportverbond, una asociación amateur que compite con la KBVB. En 1943 este club quiso unirse a la Asociación Belga de Fútbol como Olympic Ingelmunster. Finalmente, la junta directiva de este club se hizo cargo del desaparecido SV Ingelmunster, que pasó a llamarse Sportvereeniging Olympic Ingelmunster y así sucesivamente jugó en la Asociación Belga de Fútbol. En 1957 el club se convirtió en Real. Olympic jugaba en campos en Heirweg Noord y tenía rojo-amarillo como colores.
En 1945 el Football Club Molen Sport Ingelmunster también estaba afiliado a la asociación de fútbol de Ingelmunster, con matrícula 4254 y tenía el azul y el blanco como colores. Molen Sport jugó detrás del café 't Molentje. Sin embargo, este club dimitió en el verano de 1961 y continuaron juntos en el municipio dentro de un mismo club de fútbol. Por lo tanto, Olympic cambió su nombre en 1962 a Koninklijke Sportvereniging Ingelmunster. El equipo jugaba con los colores rojo-amarillo.
El club tuvo un fuerte ascenso a finales de la década de los 90. En 1996 el club ganó el Primer Campeonato Provincial con una ventaja de 15 puntos. En 1997 Ingelmunster ya terminó en segundo lugar en Cuarta A, y pudo ascender gracias a la ronda final. La primera temporada en Tercera División A, el equipo terminó inmediatamente en el segundo lugar, pero no logró el ascenso a Segunda División en la ronda final. Una temporada después, sin embargo, en la temporada 1998-'99, Ingelmunster se proclamó campeón en Tercera División A y ascendió así a Segunda División. La temporada siguiente, 1999-2000, Ingelmunster inmediatamente terminó sexto en Segunda División y pudo participar en la ronda final. Sin embargo, La Louvière ganó e Ingelmunster terminó segundo y se perdió el ascenso. En 2001-02, Ingelmunster terminó segundo en la Segunda División y nuevamente pudo participar en la ronda final. El equipo perdió su sexto y último partido de esta ronda final 2-1 ante RAEC Mons e Ingelmunster terminó solo dos puntos detrás de éste. Ingelmunster terminó así en tercer lugar en la ronda final y nuevamente se perdió por poco el ascenso a Primera División, solo unos años después de que el club todavía jugara en Provincial.
El club se fusionó (extraoficialmente) en 2002 con el cercano KRC Zuid-West-Vlaanderen, anteriormente conocido como KRC Harelbeke. El nuevo club siguió jugando con el número 1574 de Ingelmunster bajo el nombre KSV Ingelmunster Zuid-West. Los colores del club se convirtieron en los colores de los dos clubes anteriores, rojo-amarillo-morado. El equipo iba a jugar en el Forestiersstadion de Harelbeke. En la primera temporada, el club fusionado ocupó solo el puesto 15 de 18 equipos en Segunda División. En 2003 , el nombre pasó a ser Sporting West Ingelmunster-Harelbeke (abreviado SWI Harelbeke o Sporting West ), el equipo terminó 16.º y tuvo que jugar una ronda final con algunos equipos de tercera división. En ella perdieron contra KV Kortrijk, y descendieron a Tercera División. Además, para algunos seguidores, este paso a Harelbeke fue demasiado grande, y en Ingelmunster se fundó un nuevo club con OMS Ingelmunster.
En 2004 y 2005, SWI Harelbeke terminó en el grupo intermedio. En abril de 2006, el club recibió una mala noticia cuando el prestamista Willy Callens se retiró. Casi todo el núcleo izquierdo y el entrenador novedoso Nick Bonte se enfrentaron a la ingrata tarea de forjar un todo competitivo a partir de muchos jugadores jóvenes y jugadores reclutados apresuradamente. El entusiasmo de Harelbeke fue admirable, pero el club solo anotó 22 puntos y terminó decimocuarto. SWI Harelbeke fue referido a los desempates. Harelbeke perdió 2-4 ante Excelsior Veldwezelty cayó a Cuarta División en 2007. El club siguió teniendo un mal desempeño y también terminó último allí. Harelbeke volvió a descender y en 2008 volvió a jugar el fútbol nacional en la serie provincial después de 12 años. El nombre del club se cambió nuevamente a Sporting West Harelbeke .
SW Harelbeke jugó una buena temporada en Primera Provincial y quedó segundo después del campeón BS Poperinge. Al equipo se le permitió jugar las rondas finales, que concluyeron con una victoria después de ganar a Bredene y Varsenare. De esta manera, el equipo pudo participar en la Ronda Final Interprovincial por una plaza en Cuarta División. El Harelbeke ganó 5-2 al Londerzeel SK en casa y ascendió a Cuarta División en 2009 tras un año a nivel provincial. Sin embargo, la estancia duró poco y al final de la temporada 2009/10 volvió a descender a Primera Provincial.
Esta vez en Primera Provincial, encontraron al OMS Ingelmunster, el club que había sido fundado después de la salida de SWI Ingelmunster del municipio y que mientras tanto había ascendido al más alto nivel provincial. OMS Ingelmunster había estado a la cabeza durante los últimos meses de la competencia, pero SW Harelbeke se acercaba a un punto antes del último día de juego. Ingelmunster perdió su último partido contra Zwevegem Sport, Harelbeke ganó y saltó sobre Ingelmunster para ganar el título. Tras un año en Primera Provincial, el club volvió a ascender a Cuarta División en 2011.
En 2016, el club cambió su nombre por el de Racing Club Harelbeke, retomando aún más la identidad del KRC Harelbeke, desaparecido década y media antes. La palabra "Royal" no se perdió.

## Resultados
| Temporada                                 | División | División | División | División | División | División | Denominación                                          | Puntos                                                | Observaciones                                                                |
|                                           | I        | I        | II       | III      | IV       | P.I      |                                                       |                                                       |                                                                              |
| ----------------------------------------- | -------- | -------- | -------- | -------- | -------- | -------- | ----------------------------------------------------- | ----------------------------------------------------- | ---------------------------------------------------------------------------- |
| como KSV Ingelmunster                     |          |          |          |          |          |          |                                                       |                                                       |                                                                              |
| 1999/00                                   |          |          | 6        |          |          |          | Segunda                                               |                                                       | segundo en play-off de ascenso                                               |
| 2000/01                                   |          |          | 6        |          |          |          | Segunda                                               | 55                                                    |                                                                              |
| 2001/02                                   |          |          | 2        |          |          |          | Segunda                                               | 67                                                    | tercero en play-off de ascenso con RAEC Mons, Heusden-Zolder y Cercle Brugge |
| como KSV Ingelmunster Zuid-West           |          |          |          |          |          |          |                                                       |                                                       |                                                                              |
| 2002/03                                   |          |          | 15       |          |          |          | Segunda                                               | 39                                                    |                                                                              |
| como Sporting West Ingelmunster-Harelbeke |          |          |          |          |          |          |                                                       |                                                       |                                                                              |
| 2003/04                                   |          |          | 16       |          |          |          | Segunda                                               | 31                                                    | derrota en play-off de permanencia contra KV Kortrijk                        |
| 2004/05                                   |          |          |          | 10       |          |          | Tercera A                                             | 42                                                    |                                                                              |
| 2005/06                                   |          |          |          | 5        |          |          | Tercera A                                             | 48                                                    |                                                                              |
| 2006/07                                   |          |          |          | 14       |          |          | Tercera A                                             | 22                                                    | derrota en ronda final de permanencia con Excelsior Veldwezelt               |
| 2007/08                                   |          |          |          |          | 16       |          | Cuarta A                                              | 23                                                    |                                                                              |
| como Sporting West Harelbeke              |          |          |          |          |          |          |                                                       |                                                       |                                                                              |
| 2008/09                                   |          |          |          |          |          | 2        | Primera prov. W-Vl                                    | 51                                                    | victoria en play-off de ascenso                                              |
| 2009/10                                   |          |          |          |          | 15       |          | Cuarta A                                              | 22                                                    |                                                                              |
| 2010/11                                   |          |          |          |          |          | 1        | Primera prov. W-Vl                                    | 61                                                    |                                                                              |
| 2011/12                                   |          |          |          |          | 6        |          | Cuarta A                                              | 50                                                    |                                                                              |
| 2012/13                                   |          |          |          |          | 12       |          | Cuarta A                                              | 40                                                    |                                                                              |
| 2013/14                                   |          |          |          |          | 7        |          | Cuarta A                                              | 49                                                    |                                                                              |
| 2014/15                                   |          |          |          |          | 3        |          | Cuarta A                                              | 58                                                    | derrota en play-off de ascenso contra RRC Hamoir                             |
| 2015/16                                   |          |          |          |          | 2        |          | Cuarta A                                              | 58                                                    |                                                                              |
|                                           | 1A       | 1B       | 1Am      | 2Am      | 3Am      | P.I      | desde 2016-17 hay 3 niveles nacionales y 2 regionales | desde 2016-17 hay 3 niveles nacionales y 2 regionales | desde 2016-17 hay 3 niveles nacionales y 2 regionales                        |
| como Racing Club Harelbeke                |          |          |          |          |          |          |                                                       |                                                       |                                                                              |
| 2016/17                                   |          |          |          | 12       |          |          | Segunda Div. Afic.                                    | 34                                                    |                                                                              |
| 2017/18                                   |          |          |          | 8        |          |          | Segunda Div. Afic.                                    | 43                                                    |                                                                              |
| 2018/19                                   |          |          |          | 12       |          |          | Segunda Div. Afic.                                    | 35                                                    |                                                                              |
| 2019/20                                   |          |          |          | 9        |          |          | Segunda Div. Afic.                                    | 34                                                    | competición suspendida por Covid-19                                          |
| 2020/21                                   |          |          |          |          |          |          | División 2                                            |                                                       | competición cancelada tras 4 jornadas por Covid-19                           |
| 2021/22                                   |          |          |          | 9        |          |          | División 2                                            | 40                                                    |                                                                              |
| 2022/23                                   |          |          |          | 15       |          |          | División 2                                            | 41                                                    |                                                                              |
| 2023/24                                   |          |          |          | 15       |          |          | División 2                                            | 39                                                    |                                                                              |
| 2024/25                                   |          |          |          | 4        |          |          | División 2                                            | 54                                                    |                                                                              |